# Felix Katongo
Felix Katongo (Mufulira, Zambia, 18 de abril de 1984), futbolista zambés. Juega de volante y su actual equipo es el Mamelodi Sundowns de la Premier Soccer League de Sudáfrica.

## Selección nacional
Ha sido internacional con la Selección de fútbol de Zambia, ha jugado 7 partidos internacionales y ha anotado 1 gol.

## Clubes
| Club                | País      | Año       |
| ------------------- | --------- | --------- |
| Butondo West Tigers | Zambia    | 2000-2001 |
| Forest Rangers      | Zambia    | 2001-2002 |
| Green Buffaloes     | Zambia    | 2002-2005 |
| Jomo Cosmos         | Sudáfrica | 2005-2006 |
| Green Buffaloes     | Zambia    | 2006      |
| Petro Atlético      | Angola    | 2007      |
| Primeiro de agosto  | Angola    | 2007-2008 |
| Stade Rennes        | Francia   | 2008-2009 |
| Mamelodi Sundowns   | Sudáfrica | 2009-     |

- Datos: Q720869